# Nguyên Nhân Tông
Nguyên Nhân Tông (chữ Hán: 元仁宗; 1285 - 1320) tên thật là Bột Nhi Chỉ Cân Ái Dục Lê Bạt Lực Bát Đạt (Borijin Ayurbarwada Buyantu Khan), là vị Hoàng đế thứ tư của nhà Nguyên và là Đại Hãn thứ tám của Đế quốc Mông Cổ. Ông là con của Đáp Lạt Ma Bát Lạt và là em trai của Nguyên Vũ Tông.
Nguyên Nhân Tông là vị Hoàng đế triều Nguyên đầu tiên tích cực ủng hộ việc áp dụng các nguyên tắc đạo đức vào hệ thống hành chính Mông Cổ. Hoàng đế, người được cố vấn bởi học giả Nho giáo Lý Mãnh, đã thành công khi lên ngai vàng một cách hòa bình  và đảo ngược chính sách của anh trai tiền nhiệm của ông. Quan trọng hơn, ông tái lập hệ thống kiểm tra dân sự cho triều đại nhà Nguyên.

## Tiểu sử
Cha ông là Đáp Lạt Ma Bát Lạt, con trai Thái tử Chân Kim và anh ruột của Nguyên Thành Tông Thiết Mục Nhĩ. Mẹ ông là Hoằng Cát Lạt Đáp Kỷ, sinh ra ông và người anh trai Nguyên Vũ Tông Hải Sơn. Xét vai vế gia tộc, ông là cháu gọi Hốt Tất Liệt bằng ông cố, gọi Chân Kim bằng ông nội, và gọi Thành Tông bằng chú ruột.
Bát Đạt vốn nhân từ và hiếu thảo. Năm 1292, Chân Kim mất, Hải Sơn chuyển đến Mạc Bắc sinh sống, bỏ lại em trai là Bát Đạt, khi đó lên 7 tuổi. Năm 1294, Nguyên Thành Tông kế vị, tôn mẹ ruột Khoát Khoát Chân, cũng chính là tổ mẫu của Bát Đạt làm Hoàng thái hậu. Thấy Bát Đạt bơ vơ, Thái hậu giữ lại cung nuôi nấng, tuyển hiền sĩ Lý Mãnh dạy học cho Bát Đạt. Càng lớn, ông càng trở nên thông minh, nhẫn nại và cứng rắn, khiến cho Bốc Lỗ Hãn, Hoàng hậu của Thành Tông thập phần dè chừng.
Năm Đại Đức thứ 4 (1300), Thái hậu băng, Bát Đạt mất đi chỗ dựa. Năm 1305, Nguyên Thành Tông đau ốm liên miên, để mặc Bốc Lỗ Hãn nhúng tay vào việc triều chính. Mẹ con Bát Đạt bị Hoàng hậu đày tới Hoài Châu. Cuộc sống vất vả ở đó đã rèn luyện Bát Đạt trưởng thành sớm, dần dần ông nhìn thấu nỗi khổ của người dân và hiểu được những chính sách vô lý của nhà Nguyên thời bấy giờ. Bát Đạt không ngừng học hỏi nhiều thứ khi ở Hoài Châu. Ông cho rằng cuộc sống ở làng quê còn yên bình hơn khi phải ở Đại Đô hay Thượng Đô.

## Trước khi làm vua
Năm 1307, Nguyên Thành Tông bạo băng, cuộc chiến tranh giành ngôi vị nổ ra dữ dội. Dưới sự ủng hộ của Tả thừa tướng A Hốt Đài, Hoàng hậu Bốc Lỗ Hãn đòi lập A Nan Đáp lên ngôi nhưng bị nhiều người phản đối kịch liệt. A Nan Áp nắm tạm chính quyền trên danh nghĩa là giám quốc. Bát Đạt liên lạc với Hải Sơn về Đại Đô giành ngôi, nhưng Hải Sơn ở ngoài Mạc Bắc xa xôi nên Bát Đạt đã đến Đại Đô trước. Vài ngày sau ông xông vào hoàng cung, bắt giam A Nan Đáp và A Hốt Đài, sau hai tên này bị Hải Sơn xử tội chết. Bốc Lỗ Hãn bị tạm giam, sau cũng bị Hải Sơn đày ra Đông An ban chết vào tháng 5 năm 1307.
Năm 1307, Hải Sơn lên ngôi, tức Nguyên Vũ Tông. Vì Bát Đạt phò trợ lên ngôi Hoàng đế nên được Vũ Tông vô cùng yêu mến, phong làm Hoàng thái đệ kiêm chức trung thư lệnh. Trong thời gian Vũ Tông tại vị, Bát Đạt được phép can dự triều chính cùng Hoàng đế để bàn quốc gia đại sự. Sự quyết đoán và thông minh của ông làm Vũ Tông và các triều thần phải khâm phục. Có những lúc Vũ Tông ham chơi, không màng chính sự, Bát Đạt không khuyên gián, nhưng vẫn giúp Hoàng đế cai trị đất nước ổn thỏa, nên Đại Nguyên vẫn hùng mạnh và thái bình. Khi sứ giả của các nước đến chầu, Bát Đạt luôn cố gắng giữ thể diện cho mình và Hoàng đế nhà Nguyên trước mặt sứ giả. Biết Bát Đạt tài giỏi, Vũ Tông đã xác định ngôi vị Trữ quân cho em mình, nhưng buộc Bát Đạt cam kết sau khi qua đời phải truyền ngôi cho hậu duệ của Vũ Tông.
Năm 1311, Vũ Tông băng hà. Bát Đạt được phép đăng cơ, cho hoãn ngày chỉnh đốn lại đất nước trong vài tuần rồi mới lên lên ngai vàng, trở thành Nguyên Nhân Tông.

## Trị vì
Nguyên Nhân Tông là Hoàng đế có tài và biết trọng dụng hiền thần cho đất nước. Ông không phân biệt chủng tộc và luôn trọng dụng người Hán. Trong thời gian gần 10 năm ở ngôi, ông đã mở ra rất nhiều khoa thi tuyển làm quan. Lúc đầu công việc này khá ổn định nhưng về các đời sau thì quan lại vô dụng trong triều ngày càng nhiều dẫn đến nhiều biến cố trong triều.
Năm 1313, Nhân Tông đã hạ lệnh cho mở khoa thi theo kiểu người Hán, lấy được nhiều nhân tài giỏi, trong đó có cả người Hán. Nguyên Nhân Tông còn bắt tay vào việc cải cách chính trị và kinh tế. Ông cai trị theo lối Hán pháp. Ông đã bãi bỏ những bộ luật hóc búa, khô khan và không cần thiết như "Chí Đại ngân sao" và "Chí Đại thông bảo" thời Nguyên Vũ Tông. Nhân Tông đã khôi phục tiền Trung Thống và tiền Chí Nguyên. Ông đã nỗ lực để cải thiện lại khủng hoảng tài chính nhà Nguyên lúc đó. Vì muốn nhiều người ủng hộ, ông đã tiến hành khen thưởng tràn lan giống như hai thời Thành Tông và Vũ Tông, tăng việc xây dựng nhiều công trình kiến trúc đồ sộ, tăng cường chi phí quân đội nên việc cải cách của ông không được chuyển biến hiệu quả. Ông đảnh phải in một lượng lớn tiền giấy. Tới khi Nhân Tông sắp qua đời thì đồng tiền mất giá trầm trọng và cải cách tiền tệ của ông hoàn toàn thất bại. Gánh nặng tài chính triều Nguyên ngày càng khủng hoảng.
Năm 1314, Nhân Tông sai các quan tới 3 tỉnh là Giang Tây, Triết Giang và Hà Nam kiểm tra việc thu thuế nhằm tăng ngân thuế triều đình. Tuy nhiên công việc này gặp phải sự kháng cự của quý tộc và quan lại nên cũng thất bại. Việc thất bại trong việc cải cách kinh tế, chính trị của Nhân Tông bị thất bại khiến ông đã đánh mất đại quyền của mình và niềm tin của các đại thần và nhân dân.
Nhân Tông đã đưa ra quyết sách (yarliq) để miễn trừ những người dòng Phan Sinh khỏi bất kỳ khoản thuế nào trong năm 1314. Các tu sĩ vẫn được mong đợi cầu nguyện cho cuộc đời của Hoàng đế và ban phước lành của họ vào những dịp lễ nghi.
Trên thế giới, Nhân Tông tiếp tục các chính sách đế quốc của tổ tiên ông. Ông nhắc nhở các quốc gia chư hầu của sự hiện diện của mình cũng như yêu cầu các nước này nhớ sai sứ tiến cống vào đúng thời điểm, và đảm bảo với họ rằng ông sẽ có biện pháp trừng phạt nếu họ thất bại. Trong số các nước lân bang mà ông thông báo về sự lên ngôi của mình là Chăm Pa, Đại Việt, một hòn đảo gần Nhật Bản, Ấn Độ, và các vương quốc trên biên giới gần tỉnh Vân Nam.
Triều đại Nhân Tông cũng chứng kiến cuộc chiến giữa hãn quốc Sát Hợp Đài dưới thời Esen Buqa I và triều đình và đồng minh Ilkhanate dưới triều đại Öljaitü. Cuộc chiến kết thúc với chiến thắng cho nhà Nguyên và Ilkhanate, nhưng hòa bình chỉ đến sau cái chết của Esen Buqa năm 1318.

## Qua đời
Năm 1320, Nguyên Nhân Tông mắc bệnh qua đời. Mặc dù đã hứa với anh mình, ông vẫn phong con trai là Thạc Đức Bát Thích làm Thái tử vào năm 1316. Thạc Đức Bát Thích thuận lợi đăng cơ, thay vì một trong những người con của Vũ Tông.
Chính vì vậy mà Đại Nguyên đối mặt với rối loạn chính trị gần hai thập kỷ. Hoàng thái hậu Đáp Kỷ và phe cánh Hoằng Cát Lạt thị rất có thế lực trong triều, đã đuổi hai con trai của Vũ Tông là Đồ Thiếp Mục Ni và Hòa Thế Lạt vì mẹ họ không phải tộc nhân Hoằng Cát Lạt, sợ quyền lực ngoại thích rơi vào tay họ khác.
Sau vụ ám sát Nguyên Anh Tông năm 1323, không ai trong số các hậu duệ của ông được trở thành Hoàng đế cai trị triều Nguyên.

## Đánh giá
Nguyên Nhân Tông được sử sách đánh giá là một vị minh quân. Theo Nguyên sử, ông được đánh giá là người sống tiết kiệm, tốt bụng và trọng dụng Nho giáo. Tuy nhiên, ông đã bị phê bình vì hành động phế trừ Vũ-Nhân chi ước và lập con là Thạc Đức Bát Thích (tức Nguyên Anh Tông) lên kế vị đã khiến cho các tướng lĩnh cũ của Vũ Tông bất mãn và hạ sát Anh Tông vào năm 1323, một trong những nguyên nhân đã khiến nhà Nguyên suy yếu.

## Gia quyến
Cha mẹ:
1. Cha: Đáp Lạt Ma Bát Lạt, sau truy phong làm Nguyên Thuận Tông.
2. Mẹ: Đáp Kỷ (Hoằng Cát Lạt thị), sau truy thụy Chiên Hiến hoàng hậu.

Anh trai:
1. Ngụy vương A Mộc Ca, anh cùng cha khác mẹ[10].
2. Nguyên Vũ Tông Hải Sơn, anh cùng cha cùng mẹ.

Hoàng hậu:
1. A Nạp Thất Thất Lý hoàng hậu (Hoằng Cát Lạt thị), thụy hiệu Trang Ý Từ Thánh hoàng hậu.
2. Đáp Lý Ma Thất Lý hoàng hậu Kim thị , là người Cao Ly.
3. Bá Nhan Hốt Đốt hoàng hậu Vương thị , là người Cao Ly.

Con cái:
1. Nguyên Anh Tông Thạc Đức Bát Thích, mẹ là Trang Ý Từ Thánh hoàng hậu.
2. Ngoạt Đô Tai Bưu Hoa (兀都思不花) (?-1321) , năm Diên Hữu thứ hai (1315) tấn An vương , Anh Tông lên ngôi tấn Thuận Dương vương , cùng năm thì mất.
3. Khoát Khoát Luân Công chúa (闊闊倫公主) , phong Lỗ quốc công chúa , lấy Thoát La Hòa (脱罗禾) , cháu trai của Đặc Tiết Thiền (特薛禪) - cha ruột của Bột Nhi Thiếp , Chính cung Hoàng hậu Thành Cát Tư Hãn.